# Kortesjärvi
Kortesjärvi est une ancienne municipalité de l'ouest de la Finlande, dans la région d'Ostrobotnie du Sud. Elle a fusionné avec la commune de Kauhava au 1er janvier 2009.

## Description

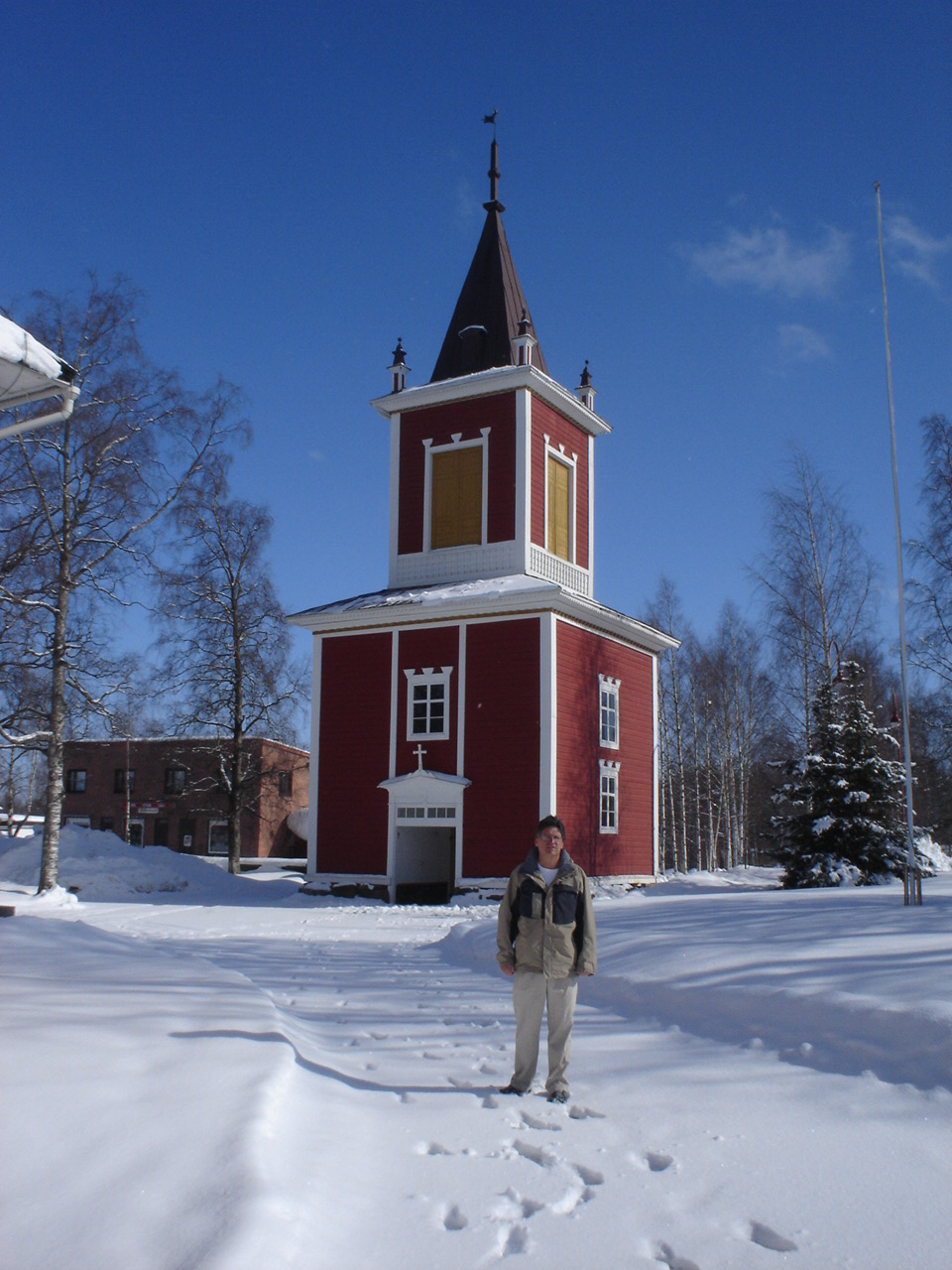
Église de Kortesjärvi.

C'était la paroisse de naissance de Toivo Loukola, médaillé d'or en 3000 m steeple aux JO d'Amsterdam (1928).
La commune est petite et agricole. Située en bordure de la petite région des lacs d'Ostrobotnie, on y trouve un peu plus de forêts et de lacs que dans le reste de la région (même si avec 20 lacs et 2,5 % de la superficie totale couverte par l'eau on est loin des communes de Savonie du Sud).
La municipalité est connue pour abriter le musée des Jäger, qui raconte l'histoire de ces finlandais partis combattre avec les Allemands contre les Russes pendant la première Guerre mondiale, puis revenus pour se battre du côté des blancs pendant la Guerre civile finlandaise de 1918. Devenus corps d'élite de l'armée, ils formeront ensuite l'essentiel des officiers pendant la Guerre d'Hiver et la Guerre de Continuation.
Kortesjärvi se définit volontiers comme la paroisse Jäger de Finlande, allant jusqu'à orner son blason de la croix de Mantoue symbole des Jäger. L'influence Jäger n'est certainement pas étrangère à des tendances politiques plutôt conservatrices. Lors de l'élection présidentielle de 2006, la présidente sociale-démocrate Tarja Halonen y a en effet obtenu son 3e plus mauvais score national au premier tour. À l'inverse, le premier ministre agrarien Matti Vanhanen y obtient son meilleur score au premier tour, et une fois Vanhanen éliminé le conservateur Sauli Niinistö y rafle 75,1 % des voix au second tour, son 2e meilleur score national.